# Ashita, Watashi wa Dareka no Kanojo
Ashita, Watashi wa Dareka no Kanojo (明日、私は誰かのカノジョ, "Amanhã Serei Namorada de Alguém") é uma série de mangá da web japonesa escrita e ilustrada por Hinao Wono. Foi serializada na revista online Cycomi da Cygames desde maio de 2019, com seus capítulos coletados e publicados pela Shogakukan em dez volumes tankōbon em abril de 2022. Uma adaptação para drama de televisão estreou em abril de 2022.

## Mídia

### Mangá
Escrito e ilustrado por Hinao Wono, Ashita, Watashi wa Dareka no Kanojo começou na revista online Cycomi, da Cygames, em 3 de maio de 2019. Seus capítulos são coletados e publicados impressos pela Shogakukan. Os primeiros volumes tankōbon foram lançados em 19 de dezembro de 2019. Em 19 de abril de 2022, dez volumes haviam sido publicados.

#### Lista de volumes
| N.º | Data de lançamento     | ISBN              |
| --- | ---------------------- | ----------------- |
| 1   | 19 de dezembro de 2019 | 978-4-09-129494-4 |
| 2   | 19 de março de 2020    | 978-4-09-850030-7 |
| 3   | 19 de maio de 2020     | 978-4-09-850051-2 |
| 4   | 18 de setembro de 2020 | 978-4-09-850253-0 |
| 5   | 18 de dezembro de 2020 | 978-4-09-850354-4 |
| 6   | 19 de março de 2021    | 978-4-09-850447-3 |
| 7   | 17 de junho de 2021    | 978-4-09-850587-6 |
| 8   | 16 de setembro de 2021 | 978-4-09-850655-2 |
| 9   | 17 de dezembro de 2021 | 978-4-09-850777-1 |
| 10  | 19 de abril de 2022    | 978-4-09-851043-6 |

#### Drama
Em março de 2022, foi anunciado que a série receberia uma adaptação de [[Drama japonês|drama de televisão}} que estreou na MBS e na TBS em 13 de abril de 2022. A Disney Platform Distribution licenciou a série para streaming em todo o mundo.

## Recepção
Em março de 2022, o mangá tinha mais de 300.000 cópias em circulação. A série ficou em 18º lugar no Kono Manga ga Sugoi! da lista de 2022 da Takarajimasha dos melhores mangás para leitores masculinos.